# Karl Koester (Mediziner)

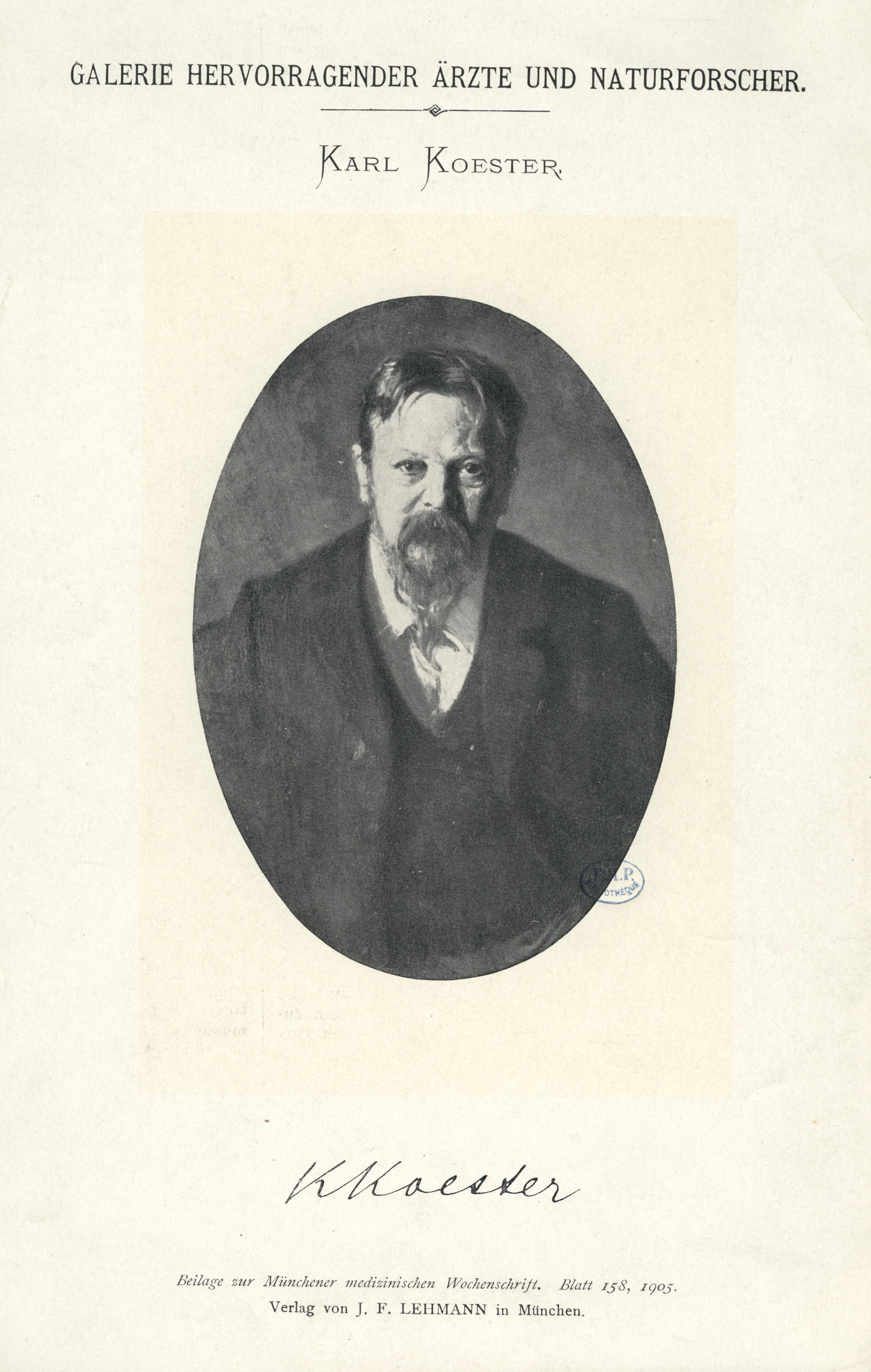
Bildnis von Karl Koester aus der Münchener medizinischen Wochenschrift (1905)

Karl Koester (* 2. April 1843 in Dürkheim an der Haardt; † 2. Dezember 1904 in Bonn) war ein deutscher Pathologe. Er war Professor der pathologischen Anatomie und der allgemeinen Pathologie an den Universitäten in Gießen und Bonn.

## Leben
Koester studierte Medizin an den Universitäten in München, Tübingen und in Würzburg. In München war er Mitglied des AGV. An der Würzburger Universität promovierte er 1867 zum Dr. med. bei Professor Friedrich Daniel von Recklinghausen mit der Dissertation Ueber die feinere Structur der menschlichen Nabelschnur. Sie wurde ein Jahr später von der Beckerschen Buchdruckerei veröffentlicht. Er wurde Recklinghausens Assistent und habilitierte sich ebenfalls in Würzburg zwei Jahre später als Privatdozent. 1870 bis 1871 nahm Koester am Deutsch-Französischen Krieg teil.
1872 folgte er dem Ruf an die Universität Gießen als ordentlicher Professor für pathologische Anatomie und allgemeiner Pathologie. Ostern 1874 übernahm Koester in gleicher Eigenschaft die Leitung des pathologisch-anatomischen Instituts der Universität Bonn als Nachfolger von Eduard von Rindfleisch. Während seiner Zeit in Bonn gehörte Richard Strauss zu seinem engeren Freundeskreis, mit dem er auch im regen Briefkontakt stand. Koester war Autor zahlreicher Fachveröffentlichungen, die er unter anderem in den Verhandlungen der Würzburger medizinischen physikalischen Gesellschaft, in Virchows Archiv sowie der Rheinischen Natur und Heilkunde publizierte. 1888 erschien seine Monografie Über Myokarditis. Von 1898 bis 1899 amtierte er als Rektor der Bonner Universität.
Karl Koester starb am 2. Mai 1904, im Alter von 61 Jahren, in Bonn an Lungenkrebs. Er war seit 1880 Mitglied der Deutschen Akademie der Naturforscher Leopoldina.

## Veröffentlichungen (Auswahl)
- Cancroid mit hyaliner Degeneration (Cylindroma Billroth's). Berlin 1867. (Digitalisat)
- Ueber die feinere Structur der menschlichen Nabelschnur. (Dissertationsschrift) Würzburg 1868. (Digitalisat)
- Die Entwicklung der Carcinome und Sarcome. Würzburg 1869. (Digitalisat)
- Die embolische Endcartitis. Berlin 1878.
- Ueber Freizügigkeit der Studierenden der Medizin an den Universitäten deutscher Zunge. Bonn 1884.
- Über Myokarditis. Bonn 1888.